# Hedysarum consanguineum
Hedysarum consanguineum är en ärtväxtart som beskrevs av Dc. Hedysarum consanguineum ingår i släktet buskväpplingar, och familjen ärtväxter. Inga underarter finns listade i Catalogue of Life.